# Jordan (banda)
Jordan  rock/post-hardcore de Buenos Aires, Argentina. Formada alrededor del año 2003, y con tres productos discográficos.
En general, su música tiene muchas variantes, se hace bastante difícil poder distinguir a qué género musical determinado pertenecería, debido a su particular estilo, en el que predominan melodías rápidas, aunque bien pulidas y cuidadas, con voces potentes y cargadas de emoción. En sus primeros discos las letras suelen referirse a desengaños amorosos o sentimentales, y al dolor padecido ante aquella experiencia, en cambio, la lírica del último disco, hace más bien referencia a una toma de conciencia sobre problemáticas globales como las guerras, la corrupción, el poder desmedido, el individualismo, y el cuidado del medio ambiente.

## Formación original 2003
- Patricio Otero - Voz
- Sergio Nuñez - Guitarra
- Cristian Santoro - Guitarra y coros
- Sergio Leccese - Bajo y coros
- Yago González - Batería

## Biografía

### Comienzos
La banda se formó en octubre del año 2003 con Patricio Otero (voz), Sergio Nuñez (guitarra), Julian Galfon (Guitarra), Yago González (batería) y Sergio Leccese (bajo y coros). Ésta formación duró poco ya que unos meses más tarde la formación sufre un cambio en las guitarras y se imcorpora Cristian Santoro en lugar de Julian Galfon.

### Estilo musical
La banda suena poderosa y con muchos climas a la vez, yendo y viniendo desde la agresividad hasta armoniosas melodías. Claramente la banda se nota abierta a varios estilos, tratando de que siempre en vivo, se mantenga el buen sonido y los shows con mucha energía.
Sus comienzos tuvieron una marcada inclinación hacia el Hardcore punk melódico, con pequeños tintes indie, emo y post-hardcore, para luego buscar su propio camino hasta lograr un estilo tan personal como original dentro de la escena local. Por esta razón se hace difícil de rotular a Jordan dentro de un estilo en particular.

### Trayectoria
Jordan Cuenta con 3 discos grabados en estudio en su haber. Buscando el clima, La pura percepción y Hablando con el universo.
Durante su carrera la banda compartió shows junto a otras agrupaciones de gran convocatoria y trayectoria, como por ejemplo, Attaque 77, Las Pastillas del Abuelo, Carajo, Shaila, Kapanga, Catupecu Machu, Bulldog, Los Natas y El otro yo entre otras, y además tuvo la posibilidad de sumar shows internacionales, junto a Underoath, Story of the year, y The Rasmus, teloneando a esta última banda, en el mítico Estadio Luna Park de Buenos Aires.
En el año 2004 Jordan da su primer Show en vivo en el Salón Pueyrredón de Palermo, y sin contar con ningún material grabado, la banda es invitada a tocar como soporte de Shaila, en la emblemática discoteca Cemento, conocido como el templo del rock de los años 80s y 90s en Buenos Aires.
Durante el año 2005 y luego de editar su primer disco de estudio, llamado Buscando el clima, por el sello independiente SPE Discos, la banda tuvo la posibilidad de cruzar la frontera trasandina visitando tres localidades de Chile. Santiago, Viña del Mar, y La Serena, en una gira junto a la banda de Hardcore melódico Shaila.
En el 2007 Jordan edita su segundo disco de estudio La pura percepción, bajo el mismo sello independiente, que ya agrupaba varias bandas del estilo. Con este nuevo disco la banda tuvo la posibilidad de tocar en gran cantidad de fechas y junto a muchas bandas de la escena under local. Además de participar como invitados en dos grandes recitales internacionales, con bandas exponentes del estilo como Story of the year y Underoath.
En el año 2008, tras ofrecer varios shows en pubs, discos y salas de todo el país, Jordan forma parte de festivales y shows en grandes salas como El teatro de Colegiales y de Flores y su destacada presencia como teloneros de la banda The Rasmus, en el estadio Luna park. Pero su primer gran recital como banda principal, lo da en el Local Niceto Club, para 700 personas. Contando con la presencia de Abril Sosa, ex Catupecu Machu y Cuentos borgeanos y Pablo Coniglio de Shaila como invitados en dos temas. Éste show marcó un antes y un después para la carrera de la banda.
En agosto del año 2009 Jordan festejó sus 100 shows en vivo, en la sala Petecos de Lomas de Zamora, ante una numerosa concurrencia, para luego partir hacia las provincias de Córdoba y Rosario, en medio de una gira por varias localidades de esas ciudades, junto a Attaque 77, Todos tus muertos, Carajo y Shaila, formando parte de las bandas estelares del convocante Resistance Tour.
A la vuelta de esta gira se reeditaron, por haberse agotado, sus dos primeros discos Buscando el Clima por SPE Discos y La Pura Percepción, por el sello Pinhead Records, este último disco reeditado tiene como contenido extra, el primer videoclip oficial de la banda, del tema Otra desilusión, que en diciembre de ese mismo año, empezó a rotar por los canales de música MTV, CM, MuchMusic y Quiero TV.
En diciembre de 2009 Jordan despidió el año, nuevamente en Niceto Club. En este show se tocaron por primera vez tres canciones nuevas que pertenecerían a su próximo material. El show contó con la presencia de artistas invitados como Hernan Tery Langer de Carajo y Juan Kokollo de Gazpacho, entre otros. La escenografía estuvo a cargo de Funktion Forms.
La banda inició el 2010 con actuaciones en grandes escenarios, como el de Auditorio Sur de Temperley, el Microestadio Malvinas Argentinas, El Teatro de Colegiales, y en el estadio Parque Roca, junto a Attaque 77 y Carajo, ante más de 5 mil personas.
En abril de este mismo año, Jordan entró al estudio MCP de Martín Carrizo, a grabar las baterías de lo que sería su próximo disco, y continuó el proceso de grabación en el estudio El Altillo, de la mano de Javier Suárez (Ex Sudarshana, Nueva ética), Productor y técnico de sonido, que nuevamente estaría encargado de grabar y producir el material de la banda al igual que en el disco La Pura Percepción. El mastering estuvo a cargo de Jason Livermore y Bill Stevenson, de Blasting Room Studios (USA).
En abril de 2011 finalmente sale a la luz el disco Hablando con el universo, nuevamente editado por el sello Pinhead Records.
Paralelo a la edición del disco nuevo, también se estrenó el videoclip del corte Sinfonía de la mediocridad, realizado por el director Pablo Tanno. El corte de difusión también rotó en la radio Rock&Pop, luego de salir finalista del concurso del Bombardeo del Demo, de la misma emisora radial.
El disco fue Lanzado al público en el local Auditorio Sur de Temperley, en el mes de abril, y presentado en mayo, en Niceto Club.
A mediados de este mismo año, Jordan participó de la 4.ª edición del Festival Ciudad Emergente realizado en el Centro Cultural Recoleta, tocando en el escenario principal del evento, ante más de 2500 personas.
Más tarde continuó presentando el nuevo material por todo el conurbano de Bs. As. y provincias de toda Argentina, pasando por las localidades de Quilmes, Avellaneda, Ramos Mejia, Martínez, La Plata, San Miguel, Temperley, Rosario, Santa fé, Mar del Plata, con un destacado paso por el escenario de Tecnópolis junto a El Otro Yo y cerrando un gran año en La Trastienda de Capital Federal.
En paralelo a los shows, Jordan filmó una sesión de ensayo en DVD con temas de su último disco, para luego ser distribuido digital y gratuitamente por Internet, lamentablemente este material nunca conoció la luz por un problema interno de la banda, que desembocaría en un cambio dentro de la misma formación.
Durante el 2012, luego de tocar en el conocido y convocante festival NoSoyRock en la disco Groove de Buenos Aires y junto a más de una docena de bandas de la escena under local, Jordan sufre un cambio en su formación. Mediante un aviso en sus redes sociales oficiales, la banda anuncia un receso en todos sus shows programados para el resto del año y da la noticia del alejamiento del proyecto, del bajista original, alegando motivos personales y diferencias musicales.
En septiembre de este año Jordan volvió a pisar los escenarios de Argentina con la incorporación del nuevo integrante Cordobés, Gonzalo Bissón, encargado ahora del bajo de la banda, y en el marco de un show agotado en The Roxy live de Capital federal. Embarcándose de esta manera, en una nueva gira para presentar la flamante formación de la banda y sus nuevas canciones, que poco a poco se van sumando a su ya clásico repertorio.

## Gran crecimiento
Jordan ha logrado avanzar mucho dentro de la escena Under en Buenos Aires. Al principio, con la salida de su primer Ep Buscando El Clima, el grupo comenzó a hacerse conocido de boca en boca, entre gente del ambiente, y siendo banda soporte de otros grupos más importantes. Pero no fue hasta la salida de La Pura Percepción cuando en verdad Jordan pegó un gran salto, llegando a más público y creciendo en popularidad. Hoy en día, suele protagonizar las fechas del Movimiento Under, y tiene una muy buena convocatoria.
Con la salida de su último disco "Hablando con el universo", Jordan logró posicionarse dentro de las bandas más importantes del hardcore punk nacional y abrió sus primeros pasos dentro de la escena grande del Rock nacional.

## Separación sorpresiva
A comienzos del año 2013, después de un tiempo sin tener noticias sobre la banda, Sergio Nuñez (Guitarrista) anunció en una red social de un grupo de fanáticos de la banda, la separación definitiva de Jordan. Según contó el guitarrista, la banda se separaba luego de cumplir un ciclo juntos, por el alejamiento del otro guitarrista, y por el interés de los integrantes en sus nuevos proyectos musicales.

## Un show único
A finales del 2013, la banda informa, a través de sus redes sociales, que dará un recital en marzo de 2014, presentando nueva formación.
A Pato (voz), Ser (Guitarra) y Cristian (Guitarra y coros), se suman Pablo Coniglio (Shaila, Los Olestar, en el bajo) y Jorge Diez (Ecos, en la batería).
El Show se lleva a cabo en la disco Groove de Palermo ante 1000 personas y seguramente quedará en la memoria de todos los seguidores de la banda. Patricio (Voz) se despide con un significativo "Hasta pronto".

## Discografía

### Álbumes de estudio
| Año  | Título                   | Discográfica    |
| 2005 | Buscando el Clima        | SPE Discos      |
| 2007 | La Pura Percepción       | SPE Discos      |
| 2011 | Hablando con el Universo | Pinhead Records |

- Buscando El Clima EP (2005)

1. Buscando El Clima
2. Viviendo Diferente
3. Rutinas
4. Razones Cálidas
5. No Sos Más

- La Pura Percepción (2007)

1. Kundalini (Intro)
2. Otra Desilusión
3. Por Vos
4. Alas
5. Lo Puedo Ver
6. Ángela
7. Ambición
8. Hoy, Mañana Y Siempre
9. Verano
10. Miradas Confusas
11. No Es Fácil
12. Cómo Arrancarte (De Lo Más Profundo)

- Hablando con el universo (2011)

1. El Querido cazador
2. Sinfonía de la mediocridad
3. La semilla del miedo
4. Siento tus pasos
5. El Hombre y la causa
6. No te desarmes
7. Hablando con el universo
8. El Demonio
9. Demasiado tiempo
10. En sueños
11. Cerca del final
12. Artistas en la sombra

### Otras participaciones discográficas y reediciones
- Compilado De mano en mano 2 2004 Patea Records.
- Compilado La conspiración de los andes. 2005
- Compilado Lo que soniamos 2005 Lo que soniamos distro.
- Reedición Buscando el clima 2008 SPEDiscos.
- Reedición La pura percepción 2009 Pinhead Records.
- Reedición Buscando el clima 2011 SPEDiscos.
- Compilado Enlighted 2012 Enlighted Clothing.